# Сюли
Сюли (Хюли) (кит. упр. 休利, пиньинь xiuli, тронное имя Цюйтэ Жоши Чжуцзю кит. упр. 去特若屍逐就, пиньинь qùtè ruòshī zhújiù) — шаньюй хунну с 128 года по 140 год. Сын Чжана.

## Правление
До 140 года правление Сюли было совершенно спокойным и не отразилось в истории. В 140 году князья Усы и Цзюйню восстали, собрав 3 000 конницы они напали на Сифэ, к ним присоединился западный чжуки с 7 500 воинами и он взял в осаду Мэйги, правители Шофана и Дайцзюня были убиты. Лян Бин, пристав хунну, и Ван Юань, пристав ухуаней, спешно собрали 20 000 конницы ухуань, сяньбийцев, тангутов и пограничников-китайцев. С этими силами приставы разбили мятежников, но Усы смог бежать. Император отправил выговор шаньюю, который с покорностью принял его и склонился перед Лян Бином. Лян Бин вскоре заболел и оставил пост. Чэнь Гуй, правитель Уюаня, занял его место. Чэнь Гуй решил, что шаньюй неспособен к управлению государством (Усы со своими сторонниками совершал нападения на шаньюевых хунну) и стал «притеснять» Сюли, который в 140 совершил суицид вместе с братом восточным чжуки. Чэнь Гуй был осуждён и умер в тюрьме.
Хунну стали бунтовать, но делали это неорганизованно. Новый пристав Май Сюй стал убеждать хунну смириться и сложить оружие. Вскоре уговорами и подкупами удалось замирить 13 000 восставших. Осенью 142 Усы провозгласил шаньюем князя Цзюйню. Он привлек на свою сторону некоторых ухуаньцев, тангутов и хунну. С этими воинами он разбил корпус хуаин и убил военачальников, ограбил области Бинчжоу, Линчжоу, Ючжоу и Цзичжоу. Зимой пристав Чжан Гэн с ухуанями напал на Усы. У города Маи армии встретились. Мятежники потеряли 3 000 убитыми. Цзюйню сдался в плен, но Усы сбежал и продолжил войну.
Весной 141 года Ма Сюй с 5 000 сяньбийцев напал на Усы у города Гучен и нанёс ему серьёзный урон. Чжан Гэн напал на ухуаньцев и многих убил. Ма Сюя сняли с должности, на которую назначили Чэн У. В 142 Усы напал на Бинчжоу.